# Rebase (Viljandi)
Rebase est un village de la commune de Viljandi du comté de Viljandi en Estonie.
Au 31 décembre 2011, il compte 18 habitants.